# Peregrin Tuk
Peregrin Tuk, más conocido como Pippin, es uno de los personajes principales de la novela El Señor de los Anillos, del escritor británico J. R. R. Tolkien. Nacido en el año 2990 de la tercera edad del sol, era un hobbit de la Comarca, perteneciente a la familia Tuk. Hijo del thain Paladin II y Eglantina Ribera. Se trataba de un hobbit de la rama de los albos. Tenía el pelo castaño y muy rizado, y era más alto y delgado que la media de los hobbits. Pese a su juventud (29 años, siendo 33 la mayoría de edad en la Comarca) acompañó a Frodo Bolsón, Samsagaz Gamyi y Meriadoc Brandigamo en su misión de llevar el Anillo Único hasta Rivendel, para luego formar parte de la Compañía del Anillo, que se mantuvo unida hasta los rápidos del Rauros; protagonizando, luego, numerosas historias del desarrollo argumental posterior de El Señor de los Anillos.
Pippin, al igual que Sam, fue uno de los personajes más valorados por la crítica de la obra de Tolkien; a menudo se lo toma como «el más curioso e irreflexivo» de los cuatro hobbits de la Compañía, es decir, muy infantil y poco inteligente, cuando en realidad era el más joven, pero no un inmaduro, y mucho menos un tonto. 
Contaba con gran sentido del humor, superaba muchas dificultades y su indomable sentido común lo hacía adaptarse, rápidamente, a cualquier contexto y sacarle el jugo al enorme cúmulo de nuevas experiencias que le tocó vivir. Querido y apreciado por todos, solía darle muchos dolores de cabeza al mago Gandalf.
Dueño de una fina ironía era capaz de arrancar una sonrisa a cualquiera, como así también, aflojar un poco la tensión en una situación embarazosa; resolvía los problemas que le tocaban en suerte con destreza, habilidad e inteligencia; y era, como todo hobbit, un amante de la buena mesa, y si era variada y seguida, mejor. 
Era muy parecido a su pariente Bilbo de la misión a Erebor.

## El viaje a Rivendel

### Bolsón Cerrado - Cricava
Inesperadamente para Frodo, Merry y Pippin se unieron a él y a Sam en su viaje a Rivendel, puesto que ambos armaron la “conspiración” que sorprendió al Portador del Anillo en Cricava. Pippin acompañó a Frodo y a Sam en el trayecto de Hobbiton a Los Gamos, como un simple amigo que ayuda a otro en una mudanza, y vivió con ellos las aventuras que se desarrollaron en ese viaje. Allí conoció a los elfos Noldor de Gildor y quedó subyugado por el poder y la sabiduría de estos. Pero también conoció el poder y la maldad de los Nazgûl que perseguían a Frodo para quitarle el Anillo y a pesar del terror que le causaban no abandonó al Portador en ese trayecto. 
Al llegar a Cricava, cruzando el río por Balsadera y huyendo de los Jinetes Negros, se descubrió la conspiración. Frodo acosado por las preguntas de Merry sobre los Jinetes Negros y por el miedo que sentía de emprender el camino, comenzó a tratar de explicar que es lo que se proponía cuando fue cortado por el propio Merry y por Pippin que le espetó: "(...)¿Realmente pensaste que nos habías echado tierra a los ojos? ¡No tomaste las precauciones necesarias, ni fuiste bastante inteligente!..." Y con su sentido del humor agregó: "(...)Tienes que partir y por lo tanto nosotros también. Merry y yo iremos contigo. Sam es un sujeto excelente. Saltaría a la boca de un dragón para salvarte si no tropezara con sus propios pies, pero necesitarás más de un compañero en tu peligrosa aventura." (ESDLA. LCA Libro I Cap 5).

### Cricava - Bree
Guiados por Merry emprendieron el peligroso viaje, cortando camino por el Bosque Viejo. En esa parte del trayecto Pippin fue atrapado, al igual que Merry, por el viejo Hombre-Sauce, un ucorno añoso y muy malvado; al llegar al Tornasauce el árbol les echó un sortilegio por el cual los Hobbit sintieron una profunda somnolencia. Pippin se recostó contra el árbol y pronto se abrieron hendiduras y su cuerpo fue absorbido por el árbol. Cuando Frodo y Sam reaccionaron, intentaron prender fuego al enorme sauce gris pero un grito de Merry los forzó a abandonar la idea puesto que el árbol anunció que los trituraría en su interior; solo la providencial llegada de Tom Bombadil evitó que el hecho se convirtiera en una verdadera tragedia.
En los días que pasaron en la casa de Tom, recuperaron fuerzas y se admiraron de las maravillas que el extraño personaje les mostró e hizo conocer. Pero pronto debieron partir para continuar su misión, la despedida de Tom y Baya de Oro les dejó un gusto amargo en la boca puesto que allí se sintieron cómodos. 
En las Quebradas de los Túmulos Pippin vivió otra horrible experiencia, junto a Sam y a Merry quedó atrapado dentro de un túmulo por el sortilegio de un temible Caballero Tumulario; Frodo, quien cayó también en las garras de este espectro, los vio tirados en el frío piso de piedra, de espaldas, vestidos de blanco y rodeados de joyas y otros tesoros; tenían puestas diademas de oro y espadas y escudos a sus pies. Otra vez fue Tom Bombadil quien los salvó de una muerte segura y horrible. Frodo quien recuperó la conciencia dentro del túmulo, llamó a Bombadil cantando una canción, y este rompió el maleficio y rescató a los Hobbits. De esa experiencia Pippin se llevó una espada tumularia que habría de serle muy útil en la Guerra del Anillo.
En la posada de Bree, conocieron a Aragorn. Allí la fama de atolondrado de Pippin le jugó una mala pasada a Frodo, puesto que el joven Hobbit, animado por algunas cervezas, contó ante los parroquianos algunas divertidas anécdotas de La Comarca. Frodo, temiendo que se desbocara y descubriera su verdadera identidad, interrumpió a Pippin; subiéndose a una mesa, cantó una ridícula canción; esta acción tuvo un mal final puesto que Frodo cayó de la mesa al terminar de cantar, y el anillo se le deslizó en el dedo; desapareciendo ante los azorados ojos de los presentes, alertando a los espías de Sauron. Casi echó todo a perder y de no haber sido por la acción de Aragorn, de darse a conocer y sacar a los hobbits de la posada, la misión hubiese terminado allí, de la peor manera, puesto que los Nazgûl alertados por la presencia del anillo los atacaron esa misma noche, salvándose gracias al Montaraz y al hobbit Nob que puso almohadas y felpudos en las camas destinadas, originalmente a los Hobbits.

### Bree - Rivendel
El trayecto hacia Rivendel, luego de la apresurada salida de Bree, fue muy duro para Pippin, quien a pie y por senderos que solo Aragorn conocía, sufrió mucho por todos los inconvenientes que se presentaron en el camino; acostumbrado a su tranquila vida en La Comarca. Le resultó extremadamente difícil poder soportar las largas caminatas sin poder parar a cada tanto para “desayunar o almorzar”. Lo torturaron los nique brique y los mosquitos de los pantanos de Moscagua. Sintió un inmenso terror de los Jinetes Negros, quienes los atacaron en Amon Sûl, hiriendo a Frodo. 
Con Frodo seriamente herido por la espada de Morgul continuaron el camino a Rivendel haciendo un gran rodeo, al pasar por el bosque de los Trolls sucedió un hecho divertido: Pippin descubrió un sendero que descendía hacia el río Sonorona, luego de bajar unos cuantos metros se encontraron con una cueva de abandonada de Trolls, que aterrorizó al hobbit, pronto dejaron el lugar. Pippin tratando de no mostrarse asustado se adelantó, junto a Merry, por el sendero que penetraba en el bosque, y al cabo de un rato, volvió aterrorizado gritando, "(...)-¡Hay trolls! En un claro del bosque un poco más abajo. Alcanzamos a verlos mirando entre los troncos. ¡Son muy grandes!..." (ESDLA. LCA Libro I Cap 12) Aragorn tomó un palo y se dirigió al lugar, de todos solo él y Frodo parecían tranquilos; al llegar se encontraron con que había tres enormes trolls en un claro del Bosque; Aragorn, muy serio rompió el palo en el lomo de uno de ellos y luego riendo les aclaró que se trataba de Tom, Berto y Guille Estrujónez, los trolls convertidos en piedra por Gandalf en el viaje de Bilbo.
El cruce del Vado del Bruinen fue otra experiencia dura para el hobbit, pues mientras Frodo huía en el Caballo de Glorfindel, Él se quedó junto a los otros empujando con fuego y gritos a los Jinetes Negros hacia el agua, para que la crecida provocada desde Rivendel se deshiciera de los Nazgûl.

## Con la Compañía del Anillo
Tras el Concilio de Elrond, se decidió que tanto Merry como Pippin también formarían parte de la Compañía del Anillo; puesto que estos insistieron en acompañar a Frodo. Así es como Pippin se embarcó en una aventura en la que todos pensaban que le podía venir grande a un "simple" hobbit.
A poco de salir de Rivendell, Pippin comenzó a tener la sensación de que la misión era demasiado grande para Él. Las condiciones de marcha, que exigían una serie de medidas de seguridad y el suficiente sigilo, para no alertar al enemigo; hacían que el hobbit añorara la vida simple de La Comarca. Más de una vez propuso en tono gracioso detenerse junto a un fuego y comer comida caliente y más de una vez fue reprendido por el Mago, haciéndole recordar que no se trataba de una simple excursión. Incluso cuando se mencionaba la posibilidad de volver la idea le agradaba mucho. De todas maneras, el amor a Frodo y la amistad que los unía era el aliciente para continuar.

### Moria
En Moria, no pudo con su genio y su curiosidad, y cometió un error que a la postre iba a resultar en una tragedia para toda la Compañía: al llegar a la Cámara de Guardia, en el nivel veintidós de la mina, encontró un agujero grande en el piso; se trataba de un pozo que había perdido su baranda de protección y en el que la loza que lo tapaba se había roto. Pippin se acercó a la boca del pozo y "(...)Movido por un súbito impulso repentino, tanteó alrededor buscando una piedra suelta y la dejó caer... Luego, muy abajo, como si la piedra hubiera caído en las aguas profundas de algún lugar cavernoso, se oyó un pluf, muy distante, pero amplificado y repetido en el hueco del pozo..." (ESDLA. LCA Libro II Cap 4). Inmediatamente fue reprendido por Gandalf, pero entonces se empezaron a escuchar extraños sonidos, como de tambores que provenían de las profundidades del pozo. La inocente piedra de Pippin había alertado de la presencia de la Compañía a los numerosos trasgos que habitaban Moria, así como otro mal más antiguo que ya pocos recordaban.

### El final de la Compañía
La supuesta muerte de Gandalf tras su pelea con el Daño de Durin trajo a Pippin, así como al resto de la Compañía, muchísima tristeza y desazón, y no podía de dejar de sentirse culpable por la desaparición del Mago. Ni la belleza de Lothlórien, ni la de la dama Galadriel pudieron alejar de él la pena, aunque su buen humor ayudó a sus amigos a soportar las suyas.
Tras la muerte de Boromir, tanto Pippin como su amigo Merry fueron capturados por una numerosa hueste de orcos, quienes tenían órdenes de Saruman de capturar a los Hobbits y entregárselos con vida, puesto que pensaba apoderarse del Anillo y no quería que los orcos lo obtuvieran antes que él. Las horrendas criaturas ataron fuertemente a Merry y a Pippin, luego de dejarlos inconscientes, y se lanzaron a correr hacia el suroeste cargando a los hobbits. Pippin despertó, fuertemente atado, en el centro de un campamento orco...

## Saruman y Bárbol

### En lasTierras Pardas
Inmediatamente pensó en escapar de las garras de los enemigos. Esta idea empezó a tomar forma cuando Pippin se dio cuenta de los conflictos y las desacuerdos entre los orcos de Isengard y los de Mordor, que componían la hueste. Más aún consiguió desatarse, cortando las cuerdas con el cuchillo de un orco muerto en una pequeña disputa sobre que hacer con los prisioneros. Pero sabiendo que no era el momento propicio, simuló que seguía atado, hasta que tuviera una mejor posibilidad. Terminado el conflicto siguieron la marcha, a todo correr, hacia Isengard, en un principio con los hobbits a cuesta y luego de darles un horrible líquido; los hicieron correr a su lado. En un punto del camino Pippin aprovechó otra oportunidad que le dieron los orcos para apartarse de la columna y dejar tirado, oculto entre la hierba el broche de la Capa de Galadriel. Aragorn con su instinto de rastreador descubrió el broche; y eso lo alentó para seguir tras los orcos para rescatarlos. 
Como se ve, con esas dos acciones, Peregrin Tuk demostró una inteligencia y astucia que hubiera enorgullecido a Gandalf, además de salvar su vida y la de su amigo.

### En Fangorn
Al final en la noche del cuarto día, los orcos se detuvieron en una loma muy cercana a los lindes del Bosque de Fangorn; perseguidos muy de cerca por los Rohirrim de Éomer, que los atacaron al anochecer. Afortunadamente, ambos hobbits consiguieron escapar al Bosque, puesto que el ataque de la hueste de Éomer produjo gran confusión en el campamento, que les permitió aprovecharla para alejarse de la zona de ataque. Y recibieron la inesperada ayuda de Grishnákh, un orco de Mordor que pretendió llevarse a los Hobbits a su país, aprovechando el desorden y la confusión. Sabiendo de la existencia del Anillo el Uruk-Hai, quiso quitarles el preciado tesoro; otra vez la astucia de Pippin se puso en acción, cuando tentó al orco diciéndole, indirectamente, que el poseía el anillo; Merry, contribuyó al engaño; y el Orco los levantó y los sacó más lejos del campamento; y en el momento en que se disponía a matarlos y quitarles el Anillo, cayó muerto, atravesado por una lanza de un jinete rohirrim.
Libre del peligro Pippin, aprovechando que tenía las manos desatadas, desató a Merry y juntos se internaron en el bosque, para observar desde dentro la victoria de los rohirrim sobre los orcos y la muerte de Uglúk en manos de Éomer.
Fangorn produjo en Pippin una fuerte impresión que le hizo recordar la habitación de su tatarabuelo en los Grandes Smials de Tukburgo. Todo era sofocante, lúgubre y muy oscuro, el hobbit no pudo de dejar de tener la sensación de temor y esta lo persiguió mucho tiempo. Pero no todo era maligno en el bosque, cuando se detuvieron a beber agua del río, sin darse cuenta, los hobbits recuperaron sus fuerzas, se sanaron cicatrices del cautiverio; es que el lugar pertenecía a otro tiempo, muchas de las maravillas de la antigüedad todavía se conservaban en él; los arroyos y manantiales del Entaguas poseían propiedades curativas y nutrientes que hicieron el milagro en Merry y Pippin.
El antiguo Bosque les iba a deparar otra sorpresa, allí conocieron a Bárbol, el decano de los ents, quien inmediatamente iba a simpatizar con ellos (cuando descubrió que no eran orcos) y los iba a defender y a resguardar de los males y los peligros del lugar. Pippin quedó maravillado de esa antigua pero poderosa criatura; de él iba a aprender muchas cosas que los sabios ya habían olvidado, sobre los tiempos antiguos; iba a tener, de primera mano, información que muchos en la Tierra Media no tenían. Fue una expresión de Pippin la que hizo que el pastor de árboles se descubriera y presentara ante ellos, cuando estaban mirando el horizonte en La Colina: “(...)Temo que sólo sean unos rayos pasajeros y que pronto todo sea gris otra vez. ¡Qué lástima! Este viejo bosque hirsuto parecía tan distinto a la luz del sol. Casi me gustaba el lugar... lo que vieron luego de que una extraña voz le contestara: ”(...)Casi te gustaba el bosque! ¡Muy bien! Una amabilidad nada común... (ESDLA. LDT. libro III Cap 4); fue tan impresionante que quedaron muy asombrados; pero Pippin perdió el miedo. Sentía ante aquellos ojos una curiosa incertidumbre, pero ningún temor. Y fue el que rompió el hielo preguntando a Bárbol quien era. Pero el ent estaba también asombrado y de no ser por la voz de Pippin, los hubiera matado creyéndoles un orco.

### Hacia Isengard
Trabaron una profunda amistad con el ent, que los llevó a una de sus casas, la Sala del Manantial; allí los hobbits relataron parte de la historia del viaje y Bárbol les habló sobre el disgusto que le producían los sucesos ocurridos en Isengard, desde el momento en que Saruman empezó a querer construir Poder. Les propuso a los Hobbits que lo acompañaran a detener al mago; y ambos se mostraron bien dispuestos a ello.
Lo que siguió fue tan asombroso como todo lo que habían vivido hasta entonces: una asamblea de ents se reunió para decidir el camino a seguir respecto de Saruman. Por tres días deliberaron y a la final del tercero marcharon hacia Isengard, cantando una poderosa canción éntica de guerra. En el viaje Pippin observó que a medida que la columna de ents avanzaba, esta crecía y a donde antes había espacios vacíos, ahora estaban cubiertos de árboles que parecían moverse junto a los ents; se trataba de los poderosos Ucornos. Al final llegaron al Valle del Mago o Nan Curunir y Bárbol dijo: "La noche se extiende sobre Isengard..." 

### Encuentros en Isengard
A pesar de la terrible batalla que se desarrolló en Isengard, en donde los Ents destruyeron casi todas las posesiones de Saruman; el Valle del Mago fue un lugar de reencuentro para Pippin y Merry. Primero fue Gandalf, justo en medio del ataque éntico y cuando los hobbits se guarnecían, por orden de Bárbol, detrás de un montón de escombros: ”de pronto un jinete llegó a galope tendido, como un rayo de plata...” “(...)pude verle claramente el rostro: parecía bañado en una luz y estaba todo vestido de blanco. Me senté y lo contemplé boquiabierto”. La sorpresa lo dejó sin habla; y por supuesto el Mago le espetó, con su habitual tono: "¡A ver si te levantas, Tuk, pedazo de bobo! ¿Dónde rayos podré encontrar a Bárbol, en medio de todas estas ruinas? Lo necesito. ¡Rápido!" (ESDLA. LDT. libro III Cap 9).
Pippin sólo pudo balbucear alguna palabras, pero Gandalf, en su habitual apuro, habló con Bárbol y luego se marchó con él a celebrar concejo; no sin antes decirles que había visto a los otros y que de ellos tendrían noticias más tarde. Efectivamente en la mañana del segundo día después del encuentro, Gandalf volvió acompañado de Aragorn, Legolas, Gimli y una comitiva de Jinetes de Rohan, con el propio Rey Théoden a la cabeza. El recibimiento que los Hobbits le hicieron a sus amigos fue muy grande y no exento de humor: los esperaron sentados sobre un montículo de escombros y representaron una escena para recibir a Théoden, que hizo las delicias del rey y desató la risa en todos los presentes.
El más asombrado no fue, sin embargo, algunos de los miembros de la Compañía; fue el Rey de Rohan al ver a los Hobbits, reconoció en ellos a los antiguos habitantes de las tierras del norte, que compartieran junto con los eotheód, antes de que estos marcharan a vivir al sur. Un buen desayuno ofrecieron Merry y Pippin a los compañeros, acompañados de un buen tabaco para pipa, que este encontró en un barril, flotando entre los despojos de Isengard. Ambos les relataron luego, todo lo sucedido hasta entonces, pero fue Pippin quien contó la batalla que los Ents libraron contra Saruman. Luego de la “visita” a Saruman prisionero de Orthanc y desechos los sortilegios del Mago, la Compañía se aprestó a dejar Isengard. Allí Bárbol se despidió de sus amigos hobbits, con emocionadas palabras.

### El campamento en Dol Baran
Al dejar las escalinatas de Orthanc, les arrojaron un objeto pesado, se trataba de un globo de cristal que pronto Gandalf se apresuró a recuperar y a guardar, puesto que cayó cerca de Pippin y este lo tomó.
La comitiva partió de Isengard y acampó en las laderas del Dol Baran, con la intención de pasar la noche. Pippin se sintió inquieto, no podía dormir y daba vueltas en el lecho de hojas de helecho en el que se había acostado. Merry advertido de esta inquietud le preguntó que le pasaba y este le contestó que, sentía deseos de tener el objeto que Gandalf guardaba celosamente. Luego de que Merry se hubiera dormido, Pippin, con una extraña curiosidad e impulsado por una fuerza desconocida; se dirigió sigilosamente, a donde el mago dormía y le sustrajo la piedra y la observó detenidamente y sufrió un terrible shock que lo hizo caerse de espaldas, gritando. El grito despertó a todos en el campamento, y Gandalf, con semblante tenso y demudado, corrió al socorro del joven hobbit. La piedra que Pippin miró era el Palantir de Orthanc; que Lengua de Serpiente había arrojado desde la torre; y a través de ella, dio con la mirada del Ojo Sin Párpado.
Al escrutar la piedra, Pippin había advertido a Sauron sobre la presencia de un hobbit en Isengard; y esto era un verdadero problema, porque si bien «el Ojo» creía que estaba prisionero; la presencia allí solo podía significar que el Anillo estaba cerca de Mordor y pronto enviaría a buscarlo, poniendo al descubierto la operación del mago. Para protegerlo de nuevos peligros a los que lo exponía su propia curiosidad, Gandalf se llevó al hobbit a Minas Tirith. Además pensaba distraer la atención de Sauron haciéndole creer que el Anillo podía estar camino de Gondor.

## Minas Tirith
En el camino a la Ciudad, Gandalf puso al tanto a Pippin de la historia de Las Piedras y de sus pensamientos en torno a la situación. Al llegar a Edoras, apenas tuvieron tiempo de refugiarse en la ciudad cuando un Nazgûl sobrevoló las cercanías de la misma. Y cuando trasponían los límites de Anórien, observaron como las Almenaras de las Colinas Faro de Gondor estaban encendidas anunciando el peligro de ataque inminente sobre Minas Tirith. Tras cuatro días de cabalgata llegaron al Rammas Echor; allí Pippin sorprendió a los guardias, quienes nunca habían visto un mediano; Gandalf explicó de quien se trataba, y el Hobbit dio una particular visión de sí mismo, cuando el mago dijo que se trataba de un "hombre valiente": "(...)¡Un hombre! gritó Pippin, ahora bien despierto. ¡Un hombre! ¡Nada menos cierto! Soy un hobbit, y de valiente tengo tan poco como de hombre, excepto quizá de tanto en tanto y sólo por necesidad. ¡No os dejéis engañar por Gandalf!." (ESDLA. ERR. Libro V cap I). 
Ya el sol asomaba en el horizonte cuando divisaron los muros de la ciudad. Pippin quedó completamente asombrado con la magnificencia de la ciudad, sus muros, sus torres almenadas, el blanco reluciente de sus paredes; lo impresionó, sobre todo, La Torre Blanca. Al final llegaron ante la Gran Puerta, cuyos batientes de hierro se abrieron para dejarlos pasar. Cruzaron los círculos de la ciudad y dejaron a Sombragrís ante las puertas de la ciudadela.

### La ciudadela de Minas Tirith
El encuentro de Pippin y Denethor, fue, para el hobbit muy, conmocionante; encontró un anciano duro, de mirada fría y penetrante detrás de ojos sombríos y profundos; tenía en su regazo el cuerno, partido, de Boromir. Inmediatamente sintió la tensión entre él y Gandalf, quienes cruzaron palabras nada amables. El senescal quiso conocer de boca de Pippin, sobre la muerte de su hijo primogénito. Una Vez terminado el relato el hobbit le ofreció, para pagar la deuda de gratitud con Boromir; sus servicios en la corte, poniendo a sus pies la pequeña espada tumularia, lo que el Senescal aceptó designando a Pippin al servicio de la Compañía de la Guardia. Luego, por espacio de una hora, Denethor lo sometió a un interrogatorio sobre Boromir, la misión etc. Afortunadamente Gandalf previno a Pippin sobre esto y el hobbit resistió, estoicamente, la andanada de preguntas; y al finalizar el interrogatorio se sintió completamente agotado, pues de un lado estaba el Senescal de Gondor con preguntas astutas, y del otro el Mago quien, con su mirada penetrante lo reprimía.
Conoció a Beregond guardia de la ciudadela como él, y entabló una gran amistad, juntos pasaron muchas horas paseando por la ciudad, cuando no estaban de servicio. De Beregond, Pippin aprendió muchas cosas de la historia del Gondor y de su nueva asignación como Guardia de la Ciudadela; durante muchas horas del día, juntos observaban desde “la Tronera” las bellezas de los Valles del Anduin.

### Casa Mortuoria de los Senescales
Cuando comenzó el sitio de la ciudad de Minas Tirith, Faramir el hijo de Denethor llegó a la ciudadela gravemente herido tras una salvar a los restos de la compañía de Osgiliath. Esta situación enloqueció al viejo Senescal, quien creyó en la inevitabilidad del destino de la ciudad y de Gondor en manos del Rey Brujo y de Sauron y despidió a Pippin de sus funciones puesto que pensaba inmolarse, junto a su hijo Faramir en una pira, producto de la desesperación. Dándose cuenta de las intenciones demenciales de Denethor, acompañó a Denethor y sus servidores, que llevaban el cuerpo de Faramir hacia “las mansiones de los reyes muertos y sus senescales”. Al llegar y al ver los preparativos, dejó corriendo la casa de los muertos en busca de Gandalf. Al salir advirtió a los servidores del Senescal que hicieran las cosas con lentitud, que no llevaran fuego hasta Denethor, hasta que él encontrara a Mithrandir. Al trasponer Fen Holen se encontró con Beregond al que le confió sus temores y le solicitó ayuda. Encontró a Gandalf luego de que este enfrentara al Rey Brujo en las puertas mismas de Minas Tirith; y desesperado le contó lo que ocurría: montando en Sombragrís, ambos volvieron hacia Rath Dínen.
Al llegar vieron un espectáculo horrible, el guardia de la puerta yacía muerto, atravesado por un golpe de espada y Beregond se batía sólo contra otros cuatro hombres; intentando evitar de que El Senescal consumara su suicidio. La intervención de Gandalf evitó que Denethor matara a Beregond y enseguida se discutió duramente con el senescal. Dentro presa, completamente, de la locura se arrojó a la pira que habían levantado dentro del recinto y le prendió fuego. Otra vez Gandalf y Beregond se impusieron a la voluntad enloquecida del Senescal y sacaron el cuerpo de Faramir del recinto segundos antes de que el fuego lo consumiera. De no haber sido por Pippin quien actuó como la circunstancia lo requería, al avisara a Gandalf y demorar los preparativos en la Casa de los Muertos, el desenlace de la historia habría tomado por otros caminos. Con esta acción Pippin se reivindicó de su anterior error y se ganó la confianza y la admiración de muchos, en Gondor.

### Casas de curación
Al finalizar la Batalla de los Campos del Pelennor, Pippin colaboró, intensamente, en el traslado y la curación de los heridos. Y por ello se produjo el reencuentro con Merry, quien deambulaba por las calles de la ciudad afectado por el “Hálito Negro” de los Nazgûl. Una gran emoción sintió el hobbit al haber encontrado a su amigo, pero trató de disimular su preocupación por la salud de Merry intentando unas pequeñas bromas. Acompañó al Brandigamo durante toda su convalecencia; y en especial en el momento en que por la mano de Aragorn despertó de los efectos del soplo de los Nazgûl; y ante el deseo de Merry le consiguió comida y luego se fumaron una pipa de tabaco. También se reencontró con Gimli y Legolas quienes le relataron las aventuras a través del Sendero de los Muertos y la Batalla de Pelargir, en donde derrotaron a los Corsarios de Umbar y capturaron los barcos para usarlos en ayuda a Minas Tirith.

### Morannon
Más tarde, Pippin formó parte del ejército que fue a presentar batalla a Sauron ante las mismísimas Puertas de Mordor, en representación de la Comarca puesto que Merry se quedó en Minas Tirith.
El hobbit, se sentía apesadumbrado ante la riesgosa acción que pretendían realizar los Capitanes de Gondor; más de una vez se decía a sí mismo que su presencia allí era inútil, porque no tenía la fortaleza de los otros, pero estaba dispuesto a enfrentar sus propios miedos y morir en batalla si eso podía salvar a la comarca y a todo aquello que era caro a sus sentimientos.
Formó parte, en representación de la Comarca, de la comitiva que parlamentó con el emisario de Sauron, el horrible y pestilente Boca de Sauron. Allí contempló con horror y dolor las cosas de Frodo arrebatadas por los orcos en Cirith Ungol; poniendo en aviso del emisario sobre el hecho de que conocían la existencia de Frodo y Sam, claro que en Mordor pensaban que los hobbits eran espías y no portadores del Anillo. la revelación de que Frodo podía estar prisionero impacto duramente en el ejército de Gondor y sobre todo en sus capitanes, pero Gandalf rechazó las condiciones que Sauron pretendía imponer a cambio de la supuesta devolución de Frodo y Sam y comenzó la batalla.
En la Batalla ante la Puerta Negra de Mordor, Pippin luchó al lado de Beregond y formando parte del ala del ejército que respondía al Príncipe Imrahil. Se distinguió dando muerte a un Troll de las montañas de Gorgoroth, cuando este trataba de morder el cuello al herido Beregond; lo atravesó con la espada tumularia y la gran bestia se desplomó sepultando a Pippin; allí debajo oyó, antes de perder el conocimiento que muchos gritaban: "(...)— Llegan las Águilas! ¡Llegan las Águilas!; “(...)—¡Bilbo! —dijo—. ¡Pero no! Eso ocurría en la historia de él, hace mucho, mucho tiempo. Esta es mi historia, y ya se acaba. ¡Adiós! —Y el pensamiento del hobbit huyó a lo lejos, y sus ojos ya no vieron más..." (ESDLA. ERR. Libro V Cap 10).

### Campos de Cormallen
Después de la victoria y en los Campos de Cormallen, Pippin se enteraría lo que había pasado en la batalla por boca de Gimli, quien le dijo que fue encontrado debajo del cuerpo del troll, porque el propio enano reconoció el pie peludo del hobbit. Allí Pippin se reencontró con Frodo y Sam, además de Merry que había sido enviado desde Minas Tirith para participar de las celebraciones.
El encuentro fue durante la comida servida en honor de los Portadores del Anillo, cuando, para sorpresa de Sam, “dos mozalbetes” ataviados de magníficos uniformes, se acercaron a servir la mesa y cuando los vio más de cerca tuvo una explosión de júbilo, y más tarde continuaron con una extensa conversación poniéndose al día con sus respectivas aventuras. Pasaron muchos días de júbilo y dicha en ese hermoso lugar de Ithilien; pero, a principios de mayo partieron de nuevo a Minas Tirith a la ceremonia de coronación de Aragorn; Pippin fue nombrado Caballero de Gondor y Heraldo del Rey.

## De vuelta a casa
Luego de la coronación Pippin pasó muchos días en Minas Tirith abocado a las actividades propias de su cargo, pero también a disfrutar de la compañía de sus amigos, con los que pasaba largas horas comentando y contando muchos de los hechos que los habían tenido como protagonistas. Sin embargo, como el resto de los hobbits deseaba volver a la Comarca. Su deseo comenzó a cumplirse luego del casamiento de Aragorn y Arwen; puesto que una numerosa comitiva partió de la ciudad hacia Rohan a despedir a los restos de Théoden. Luego de un emotivo funeral del Rey de Rohan, la gran comitiva siguió hacia Isengard. Allí Pippin viviría uno de los momentos más tristes de su viaje, la despedida de Bárbol; quien los llevó a probar, por última vez, un trago del brebaje de los Ents.
La comitiva, ya reducida por numerosas separaciones, siguió camino y al llegar al lugar en donde Pippin había mirado la Piedra de Orthanc; Aragorn se despidió de ellos; muy triste el hobbit dijo: "(...)—Me gustaría tener una Piedra con la que pudiese ver a los amigos y hablar con ellos desde lejos..."; puesto que el dolor de la separación lo había hecho muy infeliz; pero Aragorn consoló al hobbit diciéndole que se volverían a ver cuando visitara sus posesiones en el norte.
En Rivendel, Bilbo le regaló a Pippin y a Merry dos pipas con boquillas de nácar, hecha por los elfos; luego de abrumarlos con consejos y de realizar observaciones respecto de su altura.

### La Comarca
Al llegar a La Comarca, luego de un breve paso por Bree, en donde descansaron y pusieron al tanto de los nuevos acontecimientos a Cebadilla Mantecona, y se despidieron de Gandalf; descubrieron que toda su tierra natal había sido invadida por hombres que respondían a Saruman y habían sometido al pueblo Hobbit. Pronto los cuatro caballeros decidieron terminar con esta tiranía.
Durante la liberación de la Comarca, Pippin fue en busca de los Tuk de Alforzaburgo y de las Colinas Verdes para acudir en ayuda de los Hobbits de Delagua, y allí se produjo la gran batalla que terminó con la dominación de los esbirros de Saruman en La Comarca. Se tardó mucho tiempo recuperar lo destruido por los invasores pero los Hobbits pusieron todo el empeño y si bien su tierra no quedó como antes, se recuperó bastante. 
Al año siguiente y mientras Pippin descansaba en su casa de Alforzaburgo oyó la llegada de un jinete que lo buscaba; era Gandalf, quien le avisaba sobre la partida de Frodo, enseguida montó en un poni y se unió a Merry. Juntos galoparon en dirección al puerto de Mithlond. Allí Frodo los despidió con un abrazo y subió a bordo. Los tres lo miraron partir con una gran tristeza y luego de una larga noche, dieron vuelta su cabalgadura y se dirigieron de nuevo hacia su tierra. y no pronunciaron una sola palabra durante todo el viaje de regreso. Pero en el largo camino gris, cada uno de ellos se sentía reconfortado por los demás. Y finalmente cruzaron las lomas y tomaron el Gran Camino del Este; y Pippin y Merry cabalgaron hacia Los Gamos cantando mientras se alejaban.
En el año 1434 C. C., Pippin se convirtió en el trigésimo segundo Thain de la Comarca. El rey Elessar lo hizo Consejero del Reino Septentrional. En 1484 C. C. cabalgó al sur con su amigo Merry, visitó Edoras y permaneció los últimos años de su vida en Gondor, donde fue enterrado con los máximos honores en la Casa de los Reyes. Cuentan las tradiciones que al morir el rey Elessar, los cuerpos de Pippin y Merry fueron puestos a cada uno de los lados del lecho mortuorio del Rey
| Predecesor: Paladin II | Thain de la Comarca 14 C. E. – 63 C. E. (1434-1484 C.C.) | Sucesor: Faramir |

## En el cine
En las películas de Peter Jackson que llevan al cine la saga de El Señor de la Anillos, es interpretado por Billy Boyd.